# Płyn ustrojowy
Płyn ustrojowy – roztwór zdysocjowanych substancji jonowych zwany elektrolitem, a także niejonowych substancji tworzących układ koloidalny. Występuje w komórkach i przestrzeniach pozakomórkowych.
Do płynów ustrojowych należą m.in.:
- hemolimfa (bezkręgowce)
- hydrolimfa (jamochłony)
- krew (kręgowce)
- limfa (kręgowce)
- płyn międzykomórkowy.

Pełni funkcje homeostatyczne.